# Stéphane Blanquet

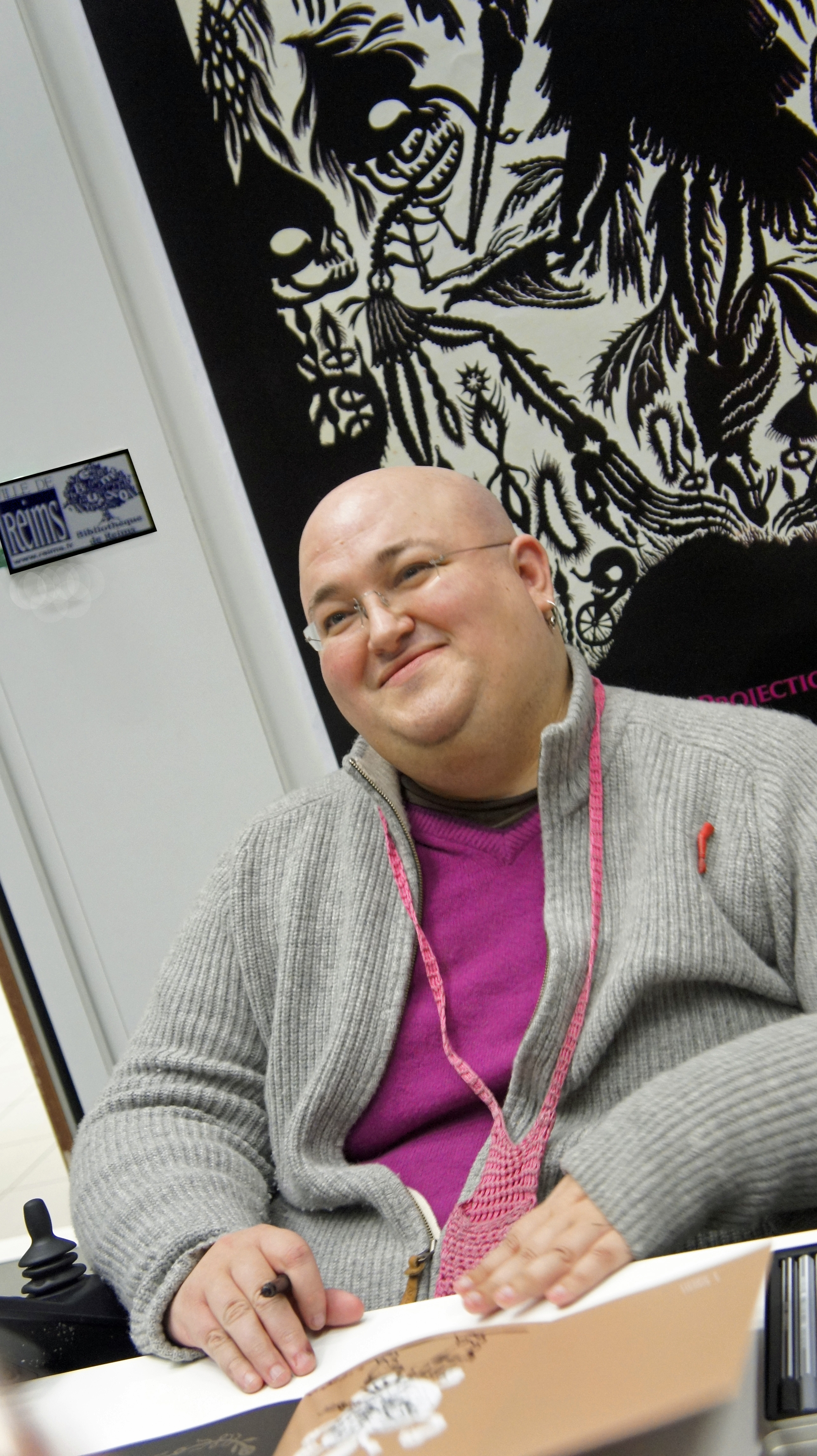
Stéphane Blanquet 2012

Stéphane Blanquet (* 15. Mai 1973 in Frankreich) ist ein französischer Kunstschaffender.

## Leben
Der 1973 in der Nähe von Paris geborene Künstler Stéphane Blanquet schafft seit den 1980er Jahren Kunstinstallationen, Urban Art, Zeichentrickfilme, Theater und Bücher. Der 3D-Film Der Schrecken vom Amazonas hat ihn als Kind so beeindruckt, dass seither sein künstlerisches Interesse verschiedenen Aspekten der Populärkultur gilt, z. B. Zeitschriften, Zaubertricks, optische Täuschungen und Jahrmarktaufführungen.
In den 1990ern war Blanquet sowohl als Künstler wie auch als Herausgeber aktiv und wurde zu einer führenden Persönlichkeit der damaligen Untergrundszene. Seine Kunstwerke wurden unter anderem 1993 und 1996 auf der Regard Moderne - Galerie/Buchhandlung (Paris, Frankreich) sowie in den USA und Kanada ausgestellt und in Blab! (USA), AX (Japan) und in europäischen Medien veröffentlicht. Auf dem Festival International de la Bande Dessinée d’Angoulême wurde ihm 1996 der renommierte Alph Art du fanzine Preis für seine Arbeit als Verleger verliehen.
Eine Retrospektive seiner Kunst wurde 2001 beim Maison de la culture de Tournai in Belgien veranstaltet. Ein Jahrzehnt lang folgten zahlreiche Einzel- und Gruppenveranstaltungen: Blab! Exhibition in San Diego und im Luzern Museum, die Cult Fiction Ausstellung in der Hayward Gallery in London und sechs weiteren Veranstaltungsorten in Großbritannien, eine Solo-Veranstaltung beim Fumetto-Festival in Luzern und eine weitere in Aix-en-Provence.

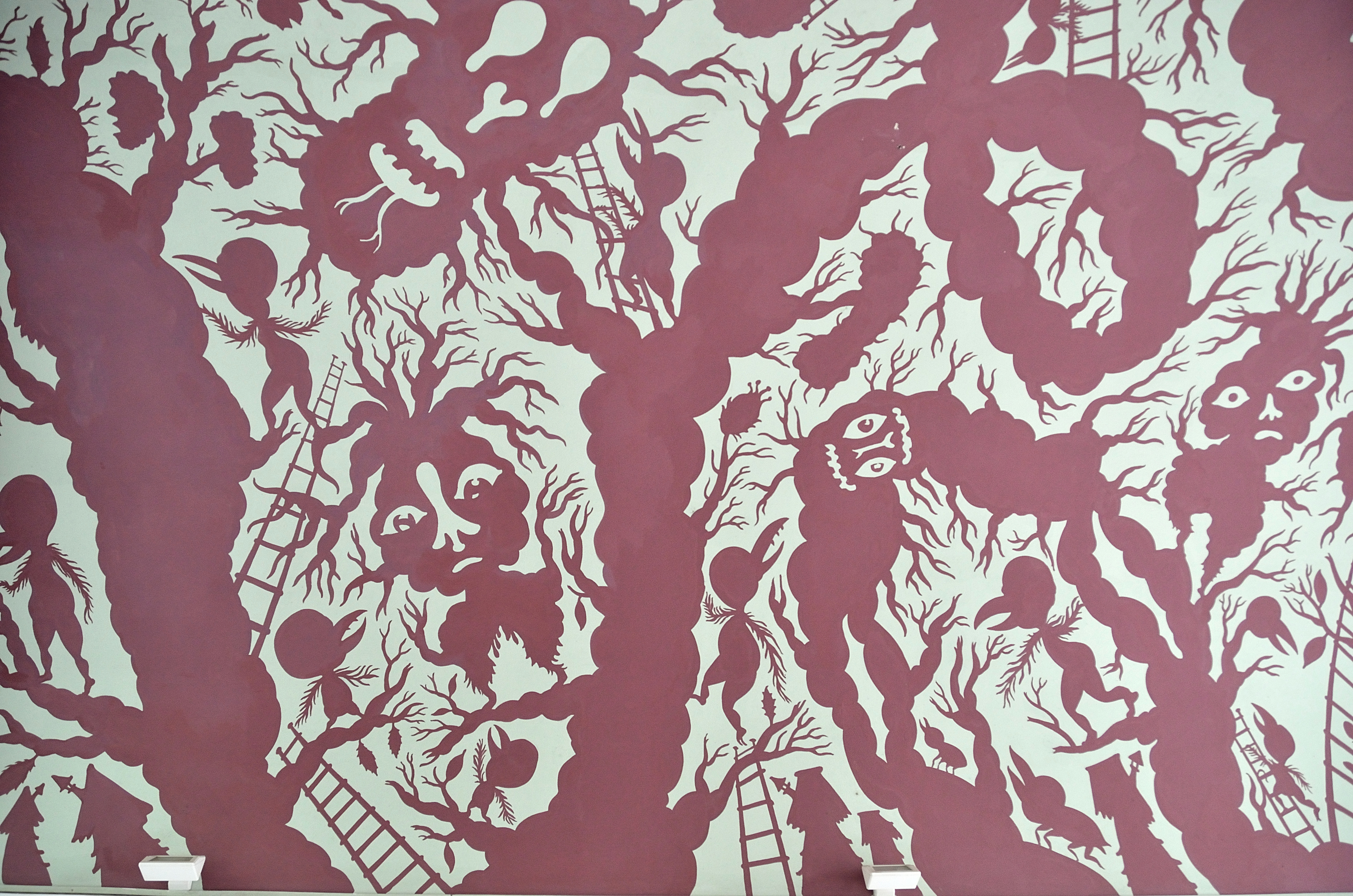
Ausschnitt aus dem Werk im MuseumsQuartier

Im Jahr 2008 schuf Blanquet ein großes Deckengemälde im Bereich der KABINETT comic passage im Wiener MuseumsQuartier – sein erster Ausflug in die Urban Art. 2009 präsentierte er eine große Installation für die „Quintet“-Ausstellung des Musée d’Art Contemporain in Lyon. Im Jahr 2010 verbrachte er drei Wochen in Japan, wo er eine Soloausstellung in der Span Art Gallery in Tokyo hatte und noch an zahlreichen anderen Veranstaltungen teilnahm. Er präsentierte auch Installationen in Singapur: 2012, „Distorted forest“ beim Night Lights Festival und 2013, die „Glossy Dreams in Depths“-Installation im Singapore Art Museum, mit 250 m² und 100.000 Besuchern.
Im Jahr 1997 betrat Blanquet das Feld der Zeichentrickfilme und schuf Le mélange des couleurs für den französischen Sender Canal +. Die Les réanimations-DVD, eine Sammlung seiner gesamten Zeichentrickfilme bis zu jenem Zeitpunkt, wurde 2005 veröffentlicht. 2012 wurde er von der Sup Info Com Arles Universität eingeladen mit einem Team von Studenten den Film Cornea zu schaffen. Der Film wurde nach seiner Fertigstellung auf zahlreichen Festivals und Ausstellungen gezeigt – unter anderem 2014 im Museum of Fine Arts of Boston.
Im Jahr 2001 wurde sein erster illustrierter Roman La nouvelle aux pis von Cornélius veröffentlicht. Zahlreiche weitere Veröffentlichungen folgten: Le Noir Seigneur, Bouquet Bonheur, Chochottes und weitere. 2007 erschien La Vénéneuse aux deux éperons, ebenfalls von Cornélius veröffentlicht. Das Werk wurde für dieses Jahr zu einem der zehn ästhetischsten Bücher Frankreichs (Concours des plus beaux livres français) gewählt. Mehrere Titel daraus wurden in Japan, den USA, Spanien, Italien, Brasilien etc. veröffentlicht.
Seit 2002 schuf Blanquet auch Werke für ein jüngeres Publikum. Er illustrierte Texte für französische Verlage, wie La vieille Chéchette von Louise Michel (2006, Albin Michel) und The Snow Queen von Hans Christian Andersen (2010, Gallimard). Er schuf auch Installationen und Kunstwerke: 2013, in Singapur, stellte er eine Installation beim Art Garden Festival für Kinder und Familien, veranstaltet vom Singapore Art Museum, aus.
2005 traf Blanquet mit Jean Lambert-Wild zusammen. Beim Comédie de Caen, einem französischen Nationaltheater, arbeitete er auf der Bühne und im Kostümdesign, schrieb Drehbücher und führte Regie. Das Stück Comment ai-je pu tenir là-dedans, das er mitschrieb und mitdesignte, wurde 2008 mit großem Erfolg auf dem Festival d'Avignon und mehr als 200 weitere Male aufgeführt, unter anderem in Japan und Korea. Derzeit arbeitet er an einem neuen Stück, einer Adaption von Shakespeares Richard III.
Im Jahr 2007 wurde Blanquet zum Ocular Director, eine Art Kunstdirektor, verantwortlich für Visualisierung und das Branding für die Comédie de Caen ernannt. Das von ihm geschaffene Image trug wesentlich dazu bei, dass sich die Zahl der Besucher in fünf Jahren verdreifachte. Heute ist er der Kunstdirektor des Théâtre de l’Union in Limoges, wo er die Nachfolge von Jean Lambert-Wild antrat.
Seit 2007 veröffentlicht er gemeinsam mit dem Verlag United Dead Artists Monographien (Roland Topor, Gary Panter, Tanaami Keiichi, …), Magazine (Tendon Revolver, Muscle Carabine, Tranchée Racine, …) und verschiedene Kunstobjekte unter der Marke United Dead Toys. Er fungierte als Verleger von Arbeiten von mehr als 200 Künstlern in rund 100 Publikationen. Die Zeitschrift Tranchées Racine hat eine Auflage von 4.000 Exemplaren. Er schuf auch einen Zeitungskiosk für seine Publikationen, welcher des Öfteren in Museen und Kulturzentren ausgestellt wird.
In jüngerer Zeit arbeitet Blanquet mit kommerziell agierenden Unternehmen zusammen. 2014 schuf er für Paramount Pictures ein Kunstwerk für die Vermarktung des neuen Teenage Mutant Ninja Turtle-Films. Gleichzeitig betrat er die Welt der Mode, als er mit dem belgischen Modelabel KRJST zusammenarbeitete.

## Ausstellungen und Installationen
- Gondron Pressage . Sillon Tympan, Centre Georges Pompidou, Paris, France, 2016 (bevor)
- Maison de la culture, Evreux, France, 2014
- Wharf, Centre d'art contemporain de Basse-Normandie, Caen, France, 2013
- Glossy Dreams in Depths, Singapore Art Museum, Singapour, 2013
- Machoires Noires, médiathèques de Reims, France, 2012
- Distorted Forest, Night Lights Festival, Singapour, 2012
- Blanquet gangrène Tokyo – Acte 1er, Span Art Gallery, Tokyo, 2010
- Quintet, Musée d'art contemporain de Lyon, 2009;
- Blanquet s'ouvre la panse, Arts factory, Paris, 2007;
- Labyrinthique intestin, Rencontres du 9e Art, Aix, 2006
- Exposition Blanquet aux Ateliers du Vent, Périscopages, Rennes, 2005
- Chambre avec vue sur mes cauchemars (première version), festival international de BD de Sierre, 2004
- Rétrographie, Maison de la culture de Tournai, 2001
- Exposition posthume, Un Regard moderne, Paris, 1993

## Werke
in deutscher Sprache
- Donjon Monster 06: Der schwarze Fürst, Reprodukt, 2009

in französischer Sprache
- Rendez vous Moi en Toi, United Dead Artists, 2013
- La chair nue s'articule, Alain Beaulet éditeur, 2009
- La Vénéneuse aux deux éperons, Cornélius, 2006
- Chochottes au sous-sol, La Joie de lire, 2005
- Troubles sur l'oreiller, Alain Beaulet éditeur, 2004
- Donjon Monsters t4 : Le noir seigneur, avec Joann Sfar et Lewis Trondheim, Delcourt, 2003
- Sur l'épiderme, Alain Beaulet éditeur, 2003
- Bouquet bonheur, Cornelius, 2002[3]
- Bourrelet Comics, Les loups sont fâchés, 2002
- La nouvelle aux pis, Cornélius, 2001, (ISBN 2-909990-61-3)
- Morphologie variable, L'Association, 2001
- Le Fantôme des autres, Drozophile, 2000[4]
- Le Lombric, Cornélius, 1999
- Mon placard, Schokoriegel, 1997, nouvelle édition Cornélius, 2008
- Guimauve 1, ed Cornélius, 1997
- Viande froide et cie, L'Association, 1997
- Les Gens des Bois, Le dernier cri, 1996, réed. United Dead Artists, 2003
- Mon méchant moi, Chacal Puant, 1996
- Badadaboum, Istvan Vamos Agudo Apdo, 1996
- À l'intérieur... des têtes, Mille Putois 1995, réed. l'Association, 1998
- Canned monster, Chacal Puant, 1995
- Le petit livre, Chacal Puant, 1994
- Ça va mal, Chacal Puant, 1994
- Ultimatum gangster poche, Chacal Puant, 1994